# 榜鹅
榜鵝（Punggol）是位於新加坡東北區榜鵝半島的規劃區和新市鎮。該鎮與南部盛港接壤，與西部的實里達規劃區和東部的巴西立共享河流邊界。榜鵝北鄰柔佛海峽，海峽的對面即是馬來西亞。
根據新加坡的都市計劃（Punggol 21計劃），1996年宣布政府將在該地區建設重劃區，並於1998年啟動計畫。雖然面臨1997年的亞洲金融危機和2003年建築業的不景氣，該計畫並未完全實現，不過在2007年，政府又出台了一項新計劃（即Punggol 21-plus計劃），將該地區擴大開發。

## 詞源
榜鵝一地最早被記錄於1828年，由菲利普·傑克遜繪製的新加坡地圖上，當時被紀錄為Tanjong Rangon。而榜鵝（榜鵝坊/Ponggol/Tanjong Punggol）一詞來源於馬來語，意思是“用棍棒砸在果樹枝上，並將它們帶到地上”，也可以指一個批發和帶走水果和森林產品的地方。這些名字表明榜鵝可能以前是一個水果種植區。

## 歷史

### 早期歷史
榜鵝據信在斯坦福·莱佛士爵士建立新加坡之前約 200 年前就已經有人定居。榜鵝地區過去是一個設施完善的鄉村區域，散佈著農舍和農業建築，也被認為是新加坡最古老的聚落之一。榜鵝最初主要是馬來人居住於此，從19世紀中葉開始有華人移民遷居榜鵝，這些人主要從事橡膠種植園工作。隨著華人人口增加，許多華人村民從事農業與養殖業。水培、非污染性蔬菜農場和蘭花農場曾經在振林地區和萬國地區廣泛存在，同時曾經存在老舊的甘榜和低層住宅區。這些農場大多數已被盛港新市鎮的組屋和摩天大樓取代。
也有一群天主教傳教士在140年前抵達此地，並設立教堂和學校。以前在榜鵝也有一座碼頭，印尼和馬來西亞的漁夫會在批發魚市場上競價出售他們的漁獲。

### 第二次世界大戰
1942年2月28日，曾經有超過300名華裔平民被日本皇軍於榜鵝角給集體屠殺，史稱榜鵝大屠殺。現在該地點已被認定為國家遺產，設有戰爭紀念館。

### 戰後
在1960年代，政府與志願者在榜鵝建設了基礎設施，如電力、自來水、排水系統與現代道路。也有越來越多家庭在屋頂架設天線。
在新市鎮建立前，榜鵝以豐盛的海鮮和船宿服務聞名，船宿服務包括船隻租賃、停靠，以及划船、滑水和潛水教學。這些海鮮餐廳和船宿於1990年代中期因為填海工程而遷移。養殖場也在 1970 年代開始因為新市鎮建設而衰微，其中最後一個養豬場於 1990 年關閉。原農民所釋出的土地則以短期租約招標用於非污染性農業活動，包括先前提及的水培種植和蘭花農場。這些農場與舊的鄉村和低層住宅區共存。

### 榜鵝21

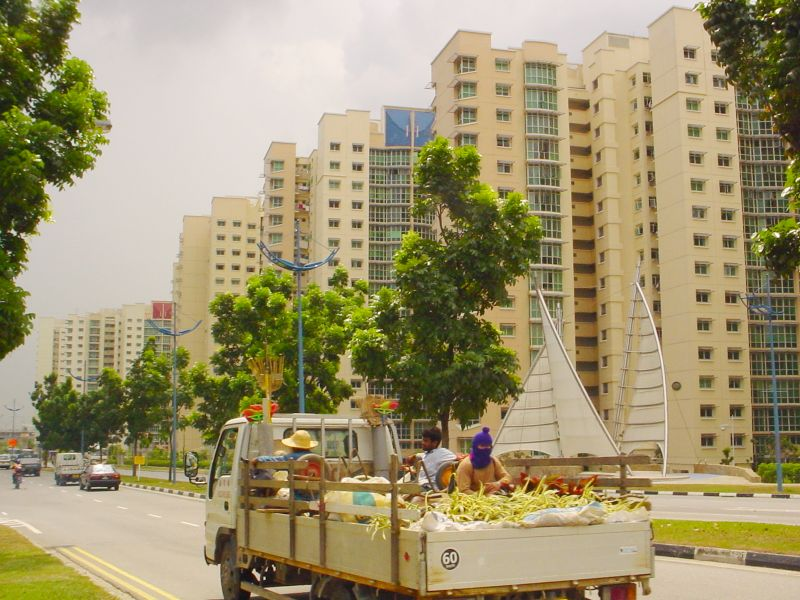
2002年，政府完成了榜鵝21計劃的第一階段

在1996年8月18日的國慶群眾大會中，當時的總理吳作棟宣布了新加坡政府發展榜鵝的計劃，稱為“榜鵝21”。榜鵝21是一個新的住房模式，它將以居住的新概念作為21世紀新城鎮的典範。計畫將包含混合使用私人住宅、高級公寓和高級組屋。每個社區將包含1200至2800戶，以及共同的綠化帶區域。此外，也將建設並結合新的輕軌系統，確保每個住房單元都位於最近的輕軌站300米範圍內。新市鎮也會涵蓋學校、圖書館和三座購物中心。
演講結束幾個月後，作為靜山集選區組成部分的榜鵝21成為人民行動黨的選舉牛肉，成功擊敗由惹耶勒南和鄧亮洪領導的工人黨。在1997年的大選中，人民行動黨成功保留了靜山集選區54.8％的有效選票。
然而，由於新加坡的經濟受到1997年亞洲經濟危機的影響，榜鵝21計畫中止。雖然隔年開工，但由於住房需求下滑與2003年建築業的不景氣，計劃再次被推遲。因此，截至2007年，在8萬戶的政見僅著手進行了1萬6千戶與一座購物中心，缺少構想中的電影院與更多的購物中心，形同跳票。
不過於2016年1月，第二個購物中心水濱坊已經開業。2025年，位於榜鵝海岸站旁的第三個購物中心Punggol Coast Mall也隨之開業。

### 榜鵝21+
在2007年8月19日的國慶群眾大會中，李顯龍總理於演講中為榜鵝新市鎮提出了新的願景，並推出了“榜鵝21 +”計劃，以重振該鎮。
在新的計畫下，位於市鎮旁的榜鵝河、實龍崗河將被改建為實龍崗蓄水池（Serangoon Reservoir），形成淡水湖並作為儲水庫使用。一條長 4.2 公里、寬 20–30 公尺的人造水道計劃穿過社區，並連接兩條河流。工程於2009年開工，並於2011年10月26日竣工。水道附近有皮划艇和划独木舟的水上運動場地、具備慢跑和自行車軌道的花園、屋頂花園、戶外用餐的餐廳，以及一個浮島。
“榜鵝21 +”項目涵蓋18,000戶組屋和私人公寓，每年將在榜鵝新市鎮建造約3,000戶新公寓。新市鎮預計在完全開發後將擴張至96,000戶。市鎮中心還規劃了一個綜合的商業設施和住宅開發項目，還有一個購物商場（水濱坊）。市鎮中心還將設有其他設施，包括社區俱樂部，區域圖書館和未來的小販中心。
榜鵝中心將改建成綠樹成蔭的林蔭大道。另一方面，實龍崗島已於2015年向公眾開放。

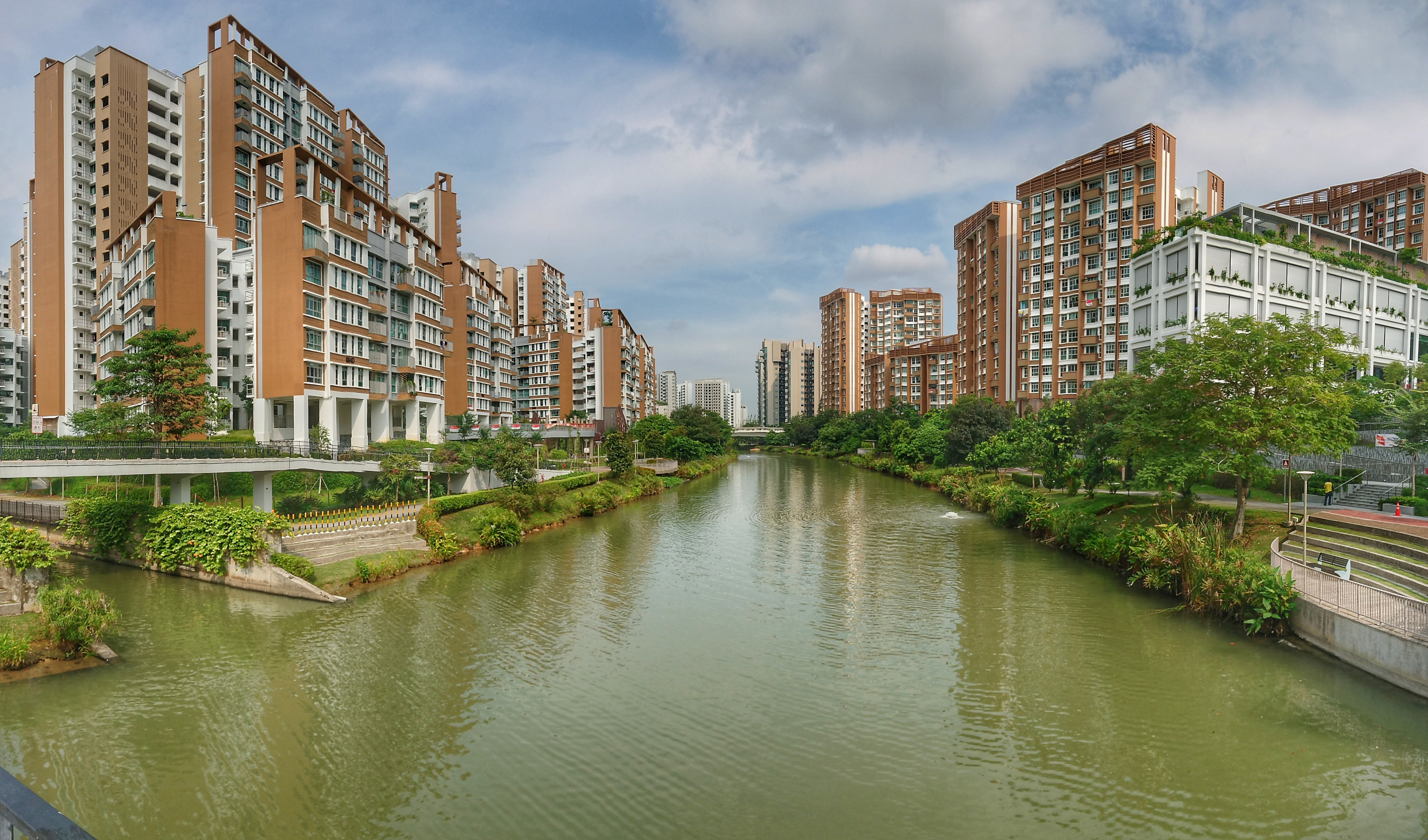
Waterway View是“榜鹅21 +”项目下新建的滨水住宅区之一。

## 分區
榜鵝分為7個分區，即實龍崗島，瑪蒂爾達，北岸，榜鵝運河，榜鵝場，榜鵝鎮中心和水道東。
| 分區            | 人口    | 人口密度(/km²) | 面積(km²) |
| --------------- | ------- | -------------- | --------- |
| 實龍崗島/科尼島 | 0       | 0              | 1.33      |
| 瑪蒂爾達        | 42,490  | 29,895         | 1.42      |
| 北岸            | 290     | 203            | 1.43      |
| 榜鵝運河        | 0       | 0              | 1.11      |
| 榜鵝場          | 48,440  | 35,132         | 1.38      |
| 榜鵝鎮中心      | 14,560  | 14,560         | 1.23      |
| 水道東          | 40,860  | 28,059         | 1.46      |
| 榜鵝規畫區      | 146,640 | 15,695         | 9.34      |

## 交通
- 加冷—巴耶利峇高速公路
- 淡濱尼高速公路

### 公共交通
- 地鐵東北線[18][19][20]
  -  NE17  CP4  榜鵝地鐵站
  -  NE18  榜鵝海岸地鐵站
- 榜鵝輕軌[21]
- 榜鵝巴士轉換站[20][22]